# Grasellenbach
Grasellenbach est une commune de Hesse (Allemagne), située dans l'arrondissement de la Bergstraße, dans le district de Darmstadt.
Grasellenbach est jumelée avec la ville de Bédarrides dans le département de Vaucluse.